# Adam Lindsay Gordon
Adam Lindsay Gordon (Azzorre, 19 ottobre 1833 – 24 giugno 1870) è stato un poeta, fantino e politico australiano.

## Biografia

### Nascita e Studi
Nacque a Fayal, nelle isole Azzorre, dal capitano Durnford Gordon Adam e da Harriet Gordon - che era la cugina del padre -, che lì si trovavano per curare la salute di Harriet. Nel 1840 la famiglia Gordon ritornò in Inghilterra.
Entrò nel Cheltenham College nel 1847, ma l'anno successivo fu mandato a studiare nel Gloucestershire, dove frequentò la Royal Military Academy. Era molto bravo negli sport, ma non si applicava nello studio e pare che fosse particolarmente indisciplinato, così gli fu chiesto di andarsene. Tornò dunque al Cheltenham College. Nell'estate del 1852 lasciò nuovamente il Cheltenham College e entrò nella Royal Grammar School Worcester.

### Primi anni in Australia
Sempre nel 1852 iniziò a condurre una vita sregolata, contraendo debiti e preoccupando continuamente il padre, che alla fine si decise a mandarlo in Australia. Egli scrisse dunque una lettera raccomandanolo al governatore per fargli ottenere un posto nella polizia a cavallo.
La decisione del padre scosse il giovane Gordon, che era innamorato di una ragazza diciassettenne, Jane Bridges. Prima di partire le dichiarò il suo amore e il 7 agosto 1853 s'imbarcò solo, poiché lei non poteva lasciare la propria famiglia.
Arrivò a Adelaide il 14 novembre poco più che ventenne, ottenne immediatamente un posto nella polizia a cavallo prima a Mount Gambier poi a Penola. Il 4 novembre 1855 si dimise però da questo incarico, iniziando una carriera come fantino.
Nel 1857 conobbe il sacerdote cattolico Rev Julian Tenison Woods, con il quale scambiò libri di poesia e ebbe sempre un rapporto piuttosto confidenziale. Nello stesso anno morirono entrambi i genitori, ma ebbe l'eredità solo il 26 ottobre 1861 a causa di un problema con il notaio.
Il 20 ottobre 1862 sposò Margaret Park, che all'epoca aveva diciassette anni, e nel 1864 si trasferì in un cottage vicino a Port McDonnell. In quello stesso anno scrisse una raccolta di poesie intitolata Il Feudo, di cui furono stampate e vendute trenta copie.

### Carriera politica e ritorno a poesia e ippica

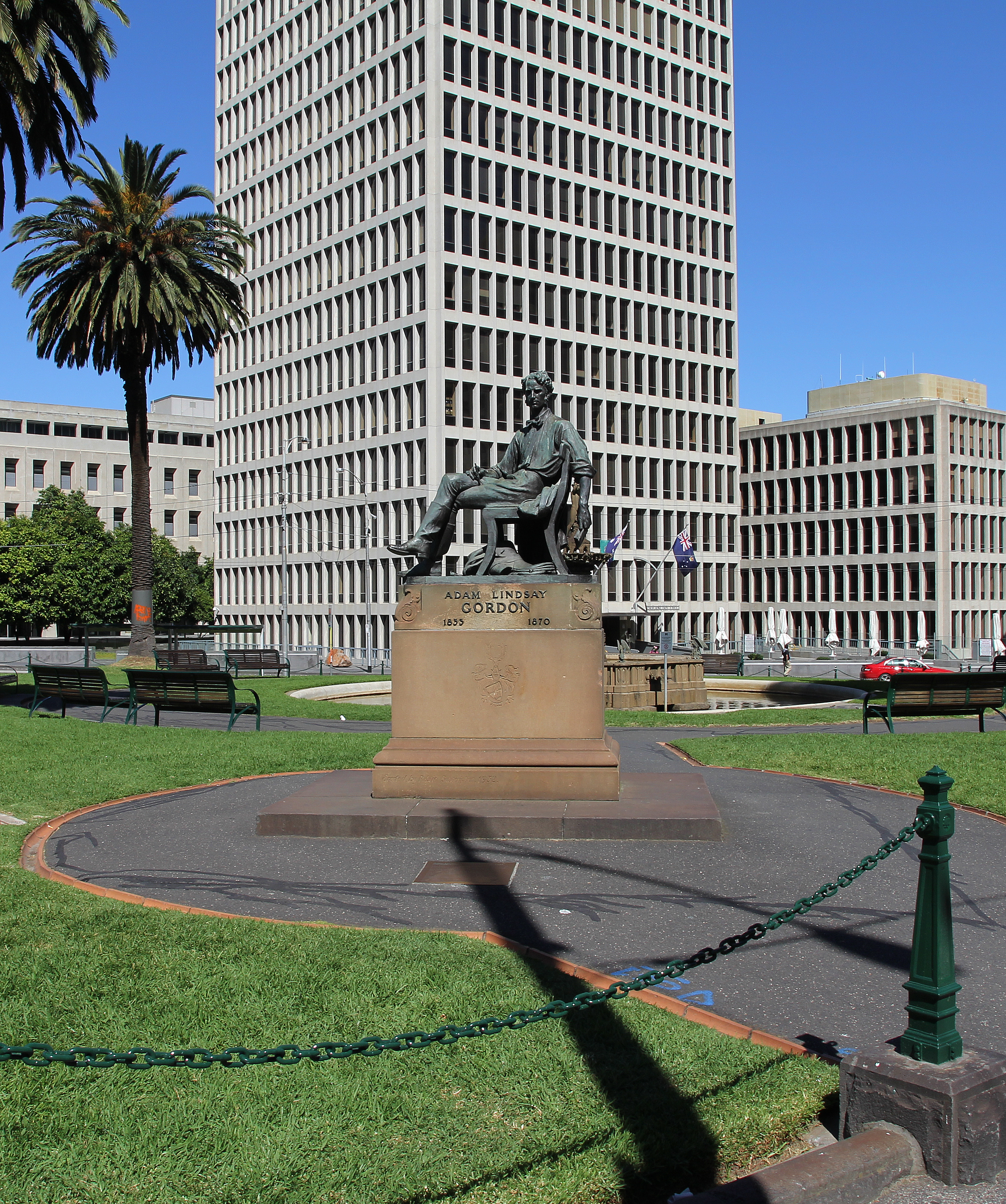
Altra foto della statua di Gordon a Melbourne

L'11 gennaio 1865 il Parlamento gli diede il primo incarico, affidandogli l'organizzazione delle competizioni di cavalli nazionali, e il 16 marzo fu eletto per tre voti membro della South Australian House of Assembly. I suoi discorsi erano però in larga misura irrilevanti, pur essendo colorati e divertenti, così dovette rassegnare le dimissioni il 20 novembre 1866.
La fallita carriera politica spinse Gordon a dedicarsi più attivamente alla poesia, all'ippica e alla speculazione. Continuò dunque a comporre e a gareggiare a cavallo, vincendo spesso. Con i soldi delle vincite e con i ricavati delle vendite delle poesie acquistò alcuni terreni nell'Australia occidentale, ma non fu un buon affare.
Tornato a Mount Gambier nel 1867, pubblicò Ashtaroth, la sua prima composizione d'impostazione drammatica, e in settembre Sea Spray and Smoke Drift.

### Trasferimento nel Victoria
Gordon si trasferì successivamente nel Victoria, preferendo Ballarat a Melbourne, nella quale non aveva una buona fama. Si dedicò all'attività di stalliere assieme all'amico Harry Mount, ma il suo poco fiuto per gli affari causò l'ennesimo fallimento.
Nel marzo del 1868 ebbe un grave incidente col cavallo e dovette interrompere ogni attività, aggravando così la già precaria situazione economica. Ma cadde in depressione solo dopo la morte della figlia di undici mesi. Si dedicò allora all'alcool, senza però smettere di correre. Ripresosi, decise di dedicarsi ancora più intensivamente all'ippica per risolvere i problemi economici, ma, pur avendo vinto tre gare in un giorno, ebbe diverse gravi cadute. Riuscì a vendere la fallimentare impresa nel mese di ottobre e decise di trasferirsi a Melbourne.

### A Melbourne
Trovò un alloggio in Lewis Street numero 10 e iniziò a raddrizzare l'andamento dei suoi affari, meno disastrosi dopo la vendita della proprietà di Ballarat, risolvendoli quasi del tutto. Uscì così dalla depressione e tornò a correre come prima, avendo smesso di bere sproporsionatamente. Entrò poi nello Yorick Club, dove conobbe e divenne amico di Marcus Clarke, George Gordon McCrae e Henry Kendall.
Il 12 marzo 1870 ebbe un'altra brutta caduta da cavallo, ferendosi gravemente alla testa.
Il 23 giugno dello stesso anno pubblicò Bush Ballads and Galloping Rhymes, la sua ultima opera, che fu attaccata più volte dalla critica - oggi si tratta di un'opera fondamentale della Letteratura australiana. Così Gordon non ne ricavò quasi nulla e, non potendo pagare la ristampa, l'opera rischiò di essere dimenticata, ma Kendall si oppose alla critica e nel suo Australasian difese l'autore.

### Morte
Nonostante si fosse creato un gruppo di sostenitori, che lo avevano portato al centro del dibattito letterario, Gordon, sempre più depresso, comprò delle cartucce per fucile e si suicidò la mattina del 24 giugno. La moglie non parve sconvolta dal fatto e, tornata nel Sud dell'Australia, sposò un certo Peter Low, con il quale visse sino al 1919.
Nel mese di ottobre fu eretto un monumento sulla tomba di Gordon interamente finanziato dai suoi amici e nel 1932, quando fu riscoperta la sua opera, gli fu dedicata la prima di tante statue, situate in tutta l'Australia.

## Ascendenza
|                             |                          |                             | Genitori                                         |  |  | Nonni |  |  | Bisnonni         |  |  | Trisnonni         |  |
|                             |                          |                             |                                                  |  |  |       |  |  | 8. Robert Gordon |  |  | 16. George Gordon |  |
|                             |                          |                             |                                                  |  |  |       |  |  | 8. Robert Gordon |  |  | 16. George Gordon |  |
|                             |                          | 17. Anne Bowdler            |                                                  |  |  |       |  |  | 8. Robert Gordon |  |  |                   |  |
| 4. William Gordon           |                          |                             |                                                  |  |  |       |  |  | 8. Robert Gordon |  |  |                   |  |
|                             |                          | 9. Henrietta Gordon         | 18. William Gordon, II conte di Aberdeen         |  |  |       |  |  |                  |  |  |                   |  |
|                             |                          | 9. Henrietta Gordon         | 18. William Gordon, II conte di Aberdeen         |  |  |       |  |  |                  |  |  |                   |  |
|                             |                          | 9. Henrietta Gordon         | 19. Anne Gordon                                  |  |  |       |  |  |                  |  |  |                   |  |
| 2. Adam Durnford Gordon     |                          | 9. Henrietta Gordon         |                                                  |  |  |       |  |  |                  |  |  |                   |  |
|                             |                          | 10. Thomas Elrington        | 20. Thomas Elrington                             |  |  |       |  |  |                  |  |  |                   |  |
|                             |                          | 10. Thomas Elrington        | 20. Thomas Elrington                             |  |  |       |  |  |                  |  |  |                   |  |
|                             |                          | 10. Thomas Elrington        | 21. Frances Ashbury                              |  |  |       |  |  |                  |  |  |                   |  |
| 5. Frances Elrington        |                          | 10. Thomas Elrington        |                                                  |  |  |       |  |  |                  |  |  |                   |  |
|                             |                          | 11. Rebecca Goodall         | 22. Francis Goodall                              |  |  |       |  |  |                  |  |  |                   |  |
|                             |                          | 11. Rebecca Goodall         | 22. Francis Goodall                              |  |  |       |  |  |                  |  |  |                   |  |
|                             |                          | 11. Rebecca Goodall         | 23. Rebecca Banner                               |  |  |       |  |  |                  |  |  |                   |  |
| 1. Adam Lindsay Gordon      |                          | 11. Rebecca Goodall         |                                                  |  |  |       |  |  |                  |  |  |                   |  |
|                             | 12. Robert Gordon (= 8.) | 24. George Gordon (= 16.)   |                                                  |  |  |       |  |  |                  |  |  |                   |  |
|                             | 12. Robert Gordon (= 8.) | 24. George Gordon (= 16.)   |                                                  |  |  |       |  |  |                  |  |  |                   |  |
|                             | 12. Robert Gordon (= 8.) | 25. Anne Bowdler (= 17.)    |                                                  |  |  |       |  |  |                  |  |  |                   |  |
| 6. Robert Gordon            | 12. Robert Gordon (= 8.) |                             |                                                  |  |  |       |  |  |                  |  |  |                   |  |
|                             |                          | 13. Henrietta Gordon (= 9.) | 26. William Gordon, II conte di Aberdeen (= 18.) |  |  |       |  |  |                  |  |  |                   |  |
|                             |                          | 13. Henrietta Gordon (= 9.) | 26. William Gordon, II conte di Aberdeen (= 18.) |  |  |       |  |  |                  |  |  |                   |  |
|                             |                          | 13. Henrietta Gordon (= 9.) | 27. Anne Gordon (= 19.)                          |  |  |       |  |  |                  |  |  |                   |  |
| 3. Harriet Elizabeth Gordon |                          | 13. Henrietta Gordon (= 9.) |                                                  |  |  |       |  |  |                  |  |  |                   |  |
|                             |                          | 14. William Parkinson       | 28. John Parkinson                               |  |  |       |  |  |                  |  |  |                   |  |
|                             |                          | 14. William Parkinson       | 28. John Parkinson                               |  |  |       |  |  |                  |  |  |                   |  |
|                             |                          | 14. William Parkinson       | 29. Jane Patterson                               |  |  |       |  |  |                  |  |  |                   |  |
| 7. Anna Maria Parkinson     |                          | 14. William Parkinson       |                                                  |  |  |       |  |  |                  |  |  |                   |  |
|                             |                          | 15. Mary Parkinson Reading  | 30. William Reading                              |  |  |       |  |  |                  |  |  |                   |  |
|                             |                          | 15. Mary Parkinson Reading  | 30. William Reading                              |  |  |       |  |  |                  |  |  |                   |  |
|                             |                          | 15. Mary Parkinson Reading  | 31. Ann Livingston                               |  |  |       |  |  |                  |  |  |                   |  |
|                             |                          | 15. Mary Parkinson Reading  |                                                  |  |  |       |  |  |                  |  |  |                   |  |

## Opere
- Il Feudo (1864)
- Ashtaroth (1867)
- Sea Spray and Smoke Drift (1867)
- Bush Ballads and Galloping Rhymes (1870)